# Werner Ödegård
Werner Ödegård, född 18 oktober 1892 i Åsele, Västerbotten, död 30 april 1949 i Hudiksvall, var en svensk politiker (liberal) och tidningsman.
Werner Ödegård studerade vid Sunderby folkhögskola 1912–1913. Han var medarbetare på tidningen Odlaren 1913–1914 och kom 1914 till Norrbottens-Tidningen, där han var redaktionssekreterare 1917–1919 samt redaktör och utgivare 1919–1921. Ödegård blev redaktör för Hudiksvalls Nyheter 1921 och utgivare för samma tidning 1922. Han var medlem av Publicistklubben från år 1922 samt medlem av Svenska tidningsutgivareföreningen, ledamot i styrelsen för Norrbottenskretsen av Svenska Journalistföreningen och ledamot i styrelsen för Gävle–Dala-kretsen av tidningsutgivareföreningen. Ödegård skrev under signaturerna Johny, Sinjoro X och Starost.
Ödegård var ordförande för Sveriges frisinnade ungdomsförbund 1927–1934. Han valdes in i stadsfullmäktige i Hudiksvalls stad 1927. Han var också ledamot i stadsfullmäktiges beredningsutskott, i arbetslöshetskommittén och i drätselkammaren samt ordförande i biblioteksstyrelsen i Hudiksvall.
Han var medlem i IOGT och utgivare av Norrbottens IOGT-distrikts organ Framåt 1919–1920.